# فوكيوريويل
فوكيوريويل (بالفرنسية: Fouquereuil)‏ هي بلدية تقع في إقليم باد كاليه من منطقة نور با دو كاليه في شمال فرنسا. تبلغ مساحة هذه المدينة 2.01 (كم²)، وترتفع عن سطح البحر 28 م، يبلغ عدد سكانها 1023 نسمة حسب إحصاء المعهد الوطني للإحصاء والدراسات الاقتصادية سنة 2009 م. وترأس Gérard Ogiez البلدية خلال فترة (2008-2014).